# Паркер, Томас (гребец)
Томас Корнелиус Паркер (англ. Thomas Cornelius Parker) — австралийский гребец. Участник летних Олимпийских игр 1912 года.

## Биография
Томас Паркер родился 18 августа 1883 года в австралийском городе Соломонтаун (сейчас пригород Порт-Пири).
Выступал в соревнованиях по академической гребле за клуб «Балмейн».
В 1911 году в составе команды Нового Южного Уэльса выиграл соревнования восьмёрок на Австралийской межштатовской регате.
В январе 1912 года газета «Сидней Монинг Гералд» характеризовала Паркера как сильного гребца, однако не обладающего совершенной техникой и не владеющего тонкостями мастерства.
В том же году вошёл в состав сборной Австралазии на летних Олимпийских играх в Стокгольме. Команда Сиднейского гребного клуба, в которую также входили Джек Райри, Саймон Фрейзер, Хью Уорд, Харри Хауэнштайн, Сид Миддлтон, Харри Росс-Соден, Роджер Фицхардинг и Роберт Уоли, в 1/8 финала выиграла у Гётеборгского гребного клуба из Швеции с результатом 6 минут 57,0 секунды, а в четвертьфинале уступила британскому клубу «Леандер». За несколько недель до этого Сиднейский гребной клуб победил «Леандер» на Большом Кубке вызова на Темзе.
В 1913 году в составе команды Нового Южного Уэльса занял 5-е место в соревнованиях восьмёрок на Австралийской межштатовской регате.
В 1913 году перешёл в профессиональную академическую греблю, объяснив это решение тем, что достиг вершины в любительском спорте.
Умер 24 марта 1965 года в австралийском городе Наррабин.